# Overmaster
Overmaster è un supercriminale della DC Comics. Comparve per la prima volta dietro le quinte in Justice League of America n. 233 (dicembre 1984), e fu creato da Gerry Conway e Chuck Patton.

## Storia
Un alieno di 580 milioni di anni che si considera una forza celeste oltre il bene e il male, con lo scopo di "agire quando il giudizio è passato". Dopo aver giudicato un mondo senza valore, ne collezionò dei campioni di ogni specie vivente, per poi eliminarne ogni forma di vita.

### Cadre
Overmaster comparve sulla Terra anni fa, assegnando alla Cadre originale di mettere la razza umana sotto "verifica". La Justice League originale sconfisse la Cadre, dopodiché Overmaster scomparve. Anni dopo, agendo attraverso araldi come Aryan Brigade, i Nuovi Estremisti, e la Cadre dell'Immortale.

### Cadre II
Finalmente facendosi conoscere, Overmaster selezionò dei super criminali da ognuno dei gruppi per formare una nuova Cadre più potente conosciuta come Cadre II. Overmaster era molto potente ma non aveva immaginazione. Quindi, annunciò la sua intenzione di distruggere la Terra in una settimana, cancellando Central City dal pianeta e fermando le morti e le nascite intorno al globo come prova del suo potere. La Justice League invase la nave spaziale di Overmaster e ne utilizzò la tecnologia per invertire tutti gli effetti delle attività dell'alieno.

### Morte
Overmaster fu accidentalmente ucciso da Will Everett III, il secondo Amazing-Man, dopo che il membro della Justice League, Ice, fu uccisa dal criminale. Dopo questo evento, la League si trasferì nella stazione spaziale di Overmaster, facendone il loro nuovo quartier generale.

## Poteri e abilità
I veri poteri di Overmaster sono sconosciuti. Possiede l'accesso alla tecnologia avanzata e poteri energetici indefiniti.